# Castillo de la Real Fuerza

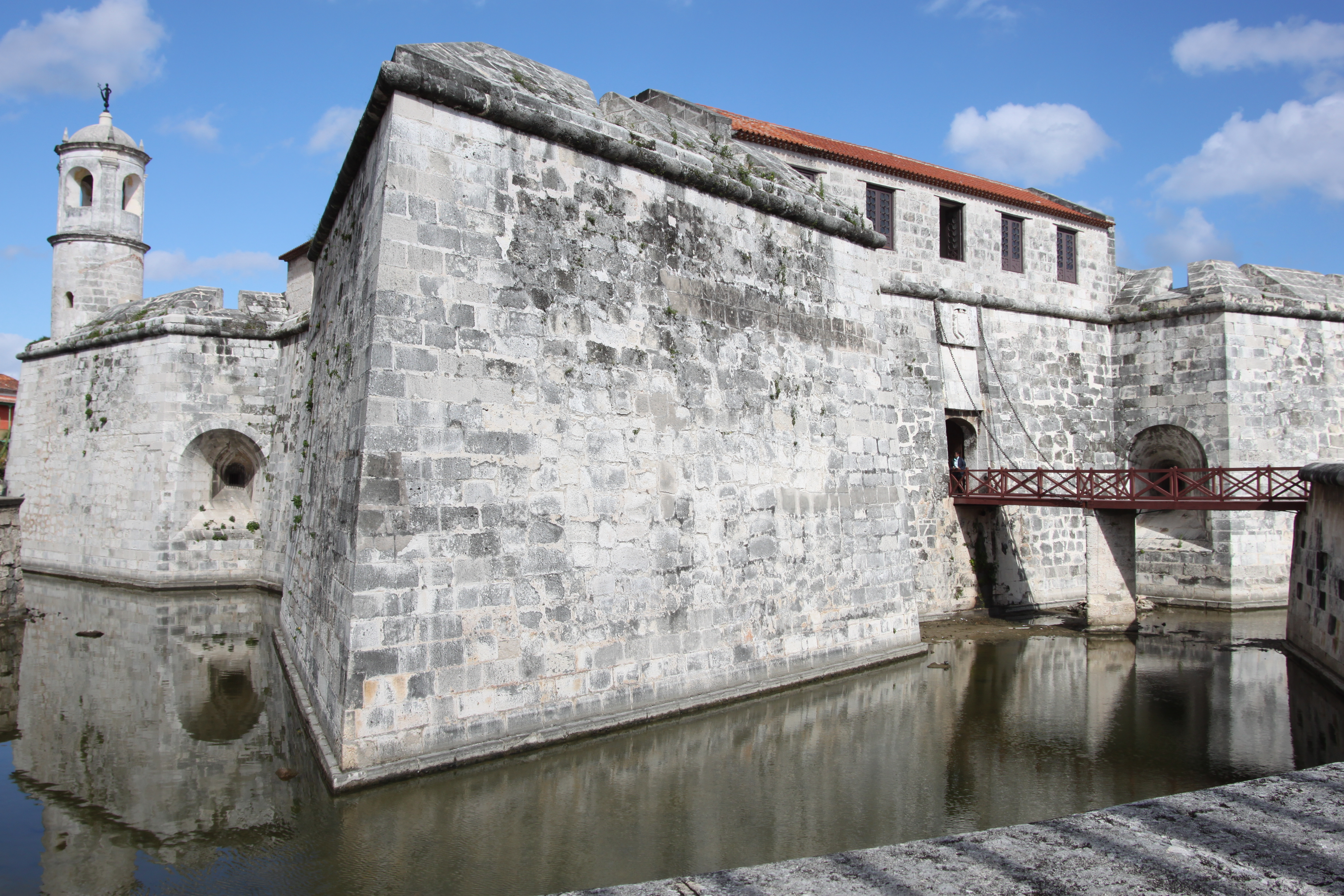
Het fort met brug over de gracht

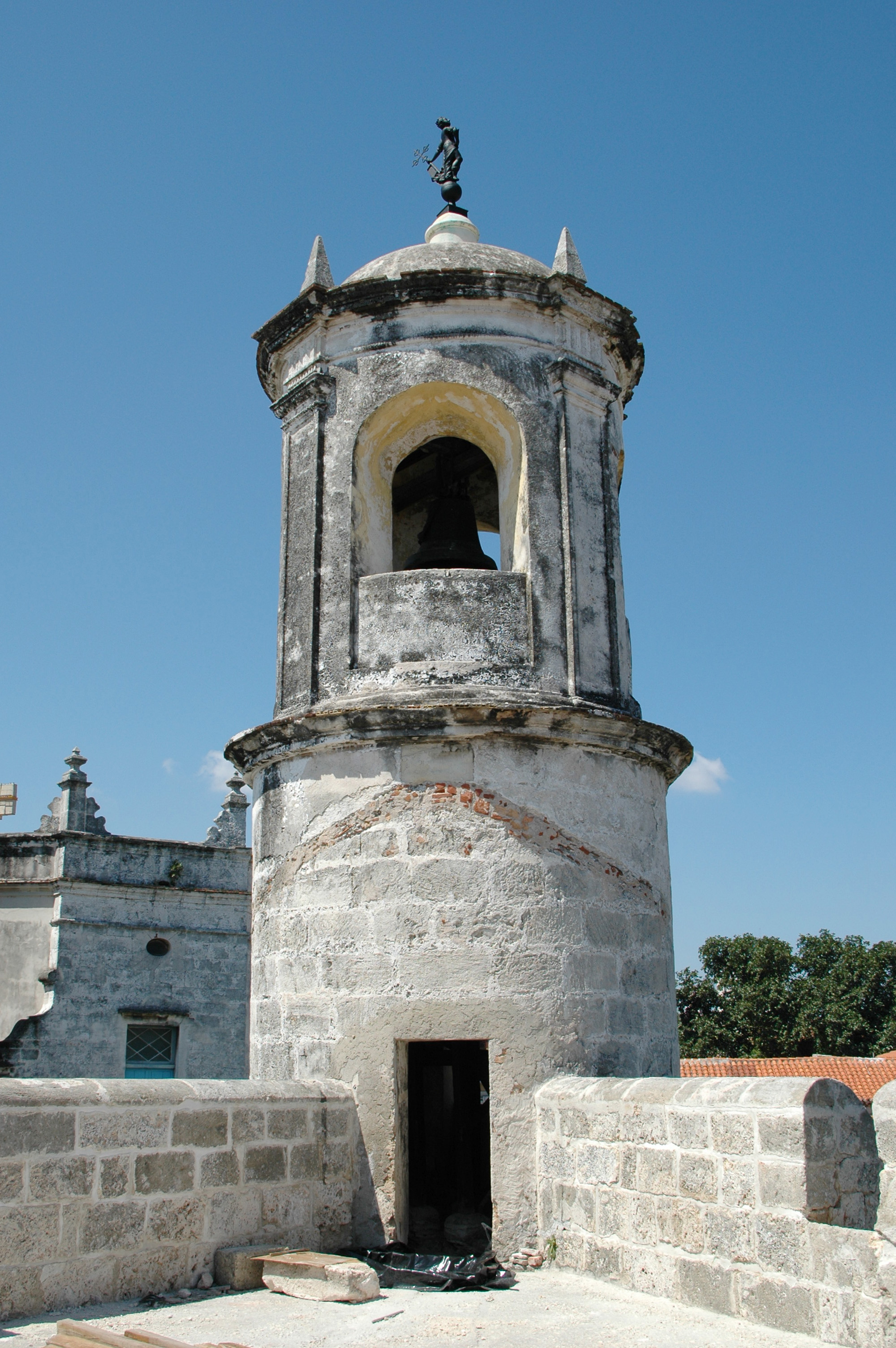
De toren met de windvaan

Castillo de la Real Fuerza (Nederlands: Kasteel van de Koninklijke Macht) is een fort dat de stad Havana en de toegang tot de Baai van Havana beschermde.

## De bouw
Op deze plaats stond eerst een ander fort, de Fuerza Vieja, maar deze werd 1555 zwaar beschadigd tijdens een aanval door de Franse kaper Jacques de Sores. De restanten werden in 1582 afgebroken.
In januari 1558 werd de militair ingenieur Bartolomé Sánchez benoemd door koning Filips II van Spanje. Hij kreeg de taak een nieuw fort, aanvankelijk bekend als de Fuerza Nueva, te ontwerpen en te bouwen. Het nieuwe fort kwam dichter bij de haven te liggen om deze beter te kunnen beschermen. Tegen het einde van het jaar begon de bouw.
Vier jaar later was er weinig vooruitgang gerealiseerd. Er was een gebrek aan arbeidskrachten, maar er waren ook klachten van lokale bewoners die moesten verhuizen om plaats te maken voor het gebouw en door meningsverschillen tussen Sánchez en de gouverneur van Havana. Filips II hoorde van de vertraging en hij benoemde een nieuwe gouverneur om het project vaart te laten maken. Het fort werd uiteindelijk in 1577 voltooid.

## Gebruik
Het kasteel kreeg dikke en licht hellende muren, een natte gracht en een ophaalbrug. Er zijn vier indrukwekkende bastions. De gouverneur, Francisco Carreño, gaf opdracht voor een bovenverdieping als kazerne en een opslagplaats voor munitie, maar bij voltooiing bleek het fort te klein en de locatie nog steeds ongunstig. Het verloor snel zijn militaire functie en werd in gebruik genomen als residentie van de gouverneur van Havana. De gouverneurs hebben het gebouw diverse malen grondig aangepast. 
In 1634 kwam er een uitkijktoren met een windwijzer in de vorm van een vrouw. Een kunstenaar uit Havana, Gerónimo Martín Pinzón, maakte deze en hij gebruikte de figuur op de piek van de Giralda in Sevilla als voorbeeld. De figuur werd het symbool van de stad Havana en staat ook op het label van Havana Club rum. Er staat een replica op het dak en het origineel staat in het Stadsmuseum in het Palacio de los Capitanes Generales.
Vanaf 1899 werd het fort gebruikt als nationaal archief en was de nationale bibliotheek van 1938 tot 1957. Na de Cubaanse revolutie in 1959 kwamen er kantoren van de nationale monumentencommissie. Het deed kort dienst als wapenmuseum, maar de collectie ging achteruit onder de slechte omstandigheden. Toch werd het in 1977, op de 400ste verjaardag, een museum met tentoonstellingen van Cubaanse hedendaagse en internationale kunst. In 1990 werd het voor 20 jaar het Nationaal Museum van Cubaanse Keramiek. In 2010 werd het een scheepvaartmuseum.
In 1982 werd het fort opgenomen als een onderdeel van Oud Havana en haar vestingwerken in de UNESCO werelderfgoedlijst.